# Алябьев, Виктор Иванович
Ви́ктор Ива́нович Аля́бьев (5 ноября 1921 — 4 февраля 2000) — советский и российский инженер и ученый в области лесной промышленности, доктор технических наук (1973), профессор (1974), Заслуженный деятель науки и техники РСФСР (1989), академик РАЕН (1995), участник Великой Отечественной войны, фронтовой шофер.

## Биография

### Происхождение
Виктор Иванович Алябьев родился 5 ноября 1921 года в Казачьей слободе г. Шацка Рязанской губернии и был последним, 13-м ребёнком в семье зажиточного крестьянина Ивана Ивановича Алябьева (1876—1946) и его жены Александры Гавриловны. Семья Алябьевых происходила из рязанского (шацкого) казачьего рода Ерошкиных. Дед Виктора Ивановича — Иван Ефимович Алябьев в начале XX века владел в Шацке мельницей, крупорушкой, маслобойкой и земляными угодьями. По архивным книгам Рязанского казачества, зафиксированная родословная В. И. Алябьева восходит к 1664 году.

### Юность. Предвоенные годы
Из-за репрессий в отношении родственников в 1930-х годах семья Алябьевых вынуждена была покинуть Шацк и неоднократно переезжала. Иван Иванович Алябьев работал в Москве на строительстве Метрополитена, затем в Киеве и в Подмосковье.
Школьное обучение Виктор Алябьев начал в поселке Толстопальцево Московской области, где обосновались его родители. Вскоре с целью воссоединения семьи (трое старших детей жили и учились в Ленинграде) Алябьевы переехали в Ленинградскую область в поселок недалеко от г.Гатчина. В 1939 году Виктор окончил среднюю школу № 49 г. Гатчина с похвальной грамотой.

### Начало обучения
В том же 1939 году поступил в Ленинградский электротехнический институт, но уже через месяц после начала учёбы был призван на срочную военную службу в ряды РККА.

### Военная служба
С 1939 по 1946 гг. служил в рядах РККА. Участник Советско-финской войны и Великой Отечественной войны, фронтовой шофер.
Призванный на службу 30 сентября 1939 г., попал в учебный 662 отдельный транспортный автобатальон (ОТАБ); по окончании обучения в ноябре 1939 г. переведен для прохождения службы в 420 ОТАБ. Во время Советско-финской войны осенью и зимой 1939—1940 гг. был переведен в состав младшего персонала в штаб 8-й армии. В марте 1940 г., после окончания советско-финской войны, В. И. Алябьев по личной просьбе был откомандирован для продолжения службы в 420 ОТАБ, дислоцированный в Ленинграде, где проходил службу до начала Великой Отечественной войны.
С первых дней Великой Отечественной войны в составе своего подразделения выполнял задания штаба Ленинградского военного округа по доставке срочных грузов. Участвовал в эвакуации частей РККА из Эстонии (Тарту, Нарва, Таллин), в заброске партизанских отрядов к линии фронта.
Шофером 1-й роты 390 автобатальона Ленинградского фронта в конце ноября 1941 г. начал совершать рейсы на грузовике-полуторке ГАЗ-АА по льду Ладожского озера. Возил в осажденный Ленинград продукты, обратными рейсами вывозил оборудование, вооружение, жителей города. Эксплуатация ледовой трассы закончилась только 24 апреля 1942 г.
В мае 1942 г. был назначен ротным диспетчером.
Со второй половины декабря 1942 до марта 1943 года — вновь шофер грузовика ГАЗ-АА на «Дороге жизни».
С весны 1943 г. — шофер 1-й роты 887-го отдельного автобатальона 18-й Гатчинской артиллерийской дивизии прорыва резерва главного командования, затем шофер отдельного взвода подвоза ГСМ того же батальона. В том же году В. И. Алябьеву присвоено очередное воинское звание «старший сержант».
В составе 18-й АД РГК участвовал в освобождении Красного Села, Гатчины, Кингисеппа, Псковской области, Нарвы, Эстонии, Польши, Германии.
Зимой 1945 года 887-й автобатальон был переоснащен автомобилями «Студебеккер» и «Форд». Старший сержант В. И. Алябьев был назначен командиром отделения шоферов, освоивших автомобиль «Форд-6».
За организацию оперативного подвоза ночью топлива артиллерийским частям в район города Бромберга через снежные заносы и с риском попасть в плен к немцам, а также за оперативную доставку топлива миномётным частям на плацдарм реки Одер, несколько военнослужащих 887-го автобатальона, в том числе старший сержант В. И. Алябьев были награждены орденом «Красной Звезды». Кроме того, за участие в боевых действиях он был награждён медалями «За отвагу» и другими наградами.
День Победы командир отделения 887-го автомобильного батальона 18-й артиллерийской Гатчинской дивизии прорыва РГК 2-го Белорусского фронта 23-летний старший сержант В. И. Алябьев встретил на окраине Берлина.
За время Великой Отечественной войны В. И. Алябьев был водителем автомобилей марок: «ГАЗ-АА», «ЗИС-5», «Студебеккер», «Форд-6», «ГАЗ-М1», «Виллис». По собственным подсчетам Виктора Ивановича, за годы войны он проехал по фронтовым дорогам более 500 000 км.
В 1945—1946 гг. старший сержант Алябьев В. И. служил в должности помощника командира взвода в 887-м автомобильном батальоне, дислоцированном в районе г. Нойбранденбурга, Германия.
В. И. Алябьев был демобилизован в 1946 году.
Участник Парада на Красной площади 9 мая 1995 года, посвященного 50-й годовщине со Дня Победы, В. И. Алябьев прошёл по Красной площади в составе колонны ветеранов 1-го Прибалтийского фронта.

### Возвращение к мирной жизни
После демобилизации в 1946 году В. И. Алябьев разыскал своих родителей, которые жили в эвакуации селе Дубровка Рязанской области в семье своей дочери Анны и её мужа Андрея Никитовича Майорова.
Вскоре после возвращения В. И. Алябьева из армии, от тяжелой болезни скончался его отец, Иван Иванович Алябьев.

### Продолжение образования
В том же 1946 году Виктор Алябьев поступил в Московский энергетический институт. Однако и здесь учёба продлилась недолго: у 25-летнего молодого человека обнаружили открытую форму туберкулеза. Так сказалось истощение организма в результате недоеданий в период блокады Ленинграда и тяжелых условий службы на ледовой «Дороге жизни».
Но все же, по настоянию старшего брата Михаила и при его материальной поддержке, Виктор решил получить высшее образование и, поправив здоровье, в 1947 году поступил на инженерный факультет Московского лесотехнического института. Он сразу выдвинулся из общей массы студентов своим острым умом, трудолюбием, а главное, страстным стремлением к знаниям. Учился только на «отлично», был сталинским стипендиатом.

### Инженерная деятельность
Ещё будучи студентом на производственной практике в леспромхозе познакомился с сотрудниками ЦНИИМЭ — Центрального научно-исследовательского института механизации и энергетики лесной промышленности. В 1952 году В. И. Алябьева, студента 4-го курса МЛТИ зачислили на работу в ЦНИИМЭ на должность младшего научного сотрудника. Совмещая учёбу с работой, он сдал ряд экзаменов по спецдисциплинам экстерном и в 1953 году блестяще закончил МЛТИ, защитив диплом инженера-механика с отличием.
После окончания института продолжил работать в ЦНИИМЭ, который в то время возглавлял К. И. Вороницын, занимая последовательно должности младшего научного сотрудника, старшего научного сотрудника.
В 1958 г. В. И. Алябьев защитил кандидатскую диссертацию, и в 1964 году был избран по конкурсу на должность начальника одного из ведущих подразделений ЦНИИМЭ — лаборатории погрузочно-разгрузочных машин, которую он возглавлял до декабря 1969 года.

### Педагогическая деятельность и научная работа
В 1970 году В. И. Алябьев, как известный в отрасли специалист, был приглашен на должность доцента в МЛТИ.
Ещё в середине 1960-х годов В. И. Алябьев подготовил докторскую диссертацию. Первый её вариант имел конструкторскую направленность, и по мнению коллег В. И. Алябьева, диссертация была вполне готова к защите. Однако Виктор Иванович, предъявляя высокие требования к себе и своей работе, не счел возможным направить свою работу в диссертационный совет. Однако в ходе исследований, примерно с 1970 года Виктор Иванович серьёзно изменил задачи научного поиска и приступил к глубокому изучению методов математического анализа и прогнозирования технологических процессов и параметров разрабатываемых машин. В декабре 1973 года В. И. Алябьев блестяще защитил диссертацию на соискание ученой степени доктора технических наук на тему: «Основы теории оптимизации параметров погрузочно-разгрузочных и штабелевочных машин». Докторская диссертация В. И. Алябьева стала первой работой в лесной промышленности СССР, где для проектирования и прогнозирования рабочих процессов в машинах лесного хозяйства был глубоко адаптирован и применен математический аппарат и методы оптимизации.
К этому времени В. И. Алябьев был широко известен в инженерных и научных кругах, связанных с проблемами промышленных разработок леса и дорожным транспортом широкого профиля.
В 1974 году В. И. Алябьеву ему было присвоено звание профессора.
С 1976 года профессор Алябьев возглавлял в МЛТИ кафедру «Промышленного и транспортного строительства», которой он руководил до 1988 года.
После того, как профессор В. И. Алябьев был назначен заведующим кафедрой МЛТИ, он определил и возглавил исследования по научному направлению — автоматизация оперативного управления лесозаготовительным производством, а также строительством лесовозных дорог и транспортом древесины, которые проводились в рамках союзной комплексной программы. Кафедра, руководимая В. И. Алябьевым, являлась базовой среди высших учебных заведений лесотехнического профиля в СССР, что налагало большую ответственность за оперативное и грамотное составление и согласование учебных программ и планов, издание учебников, взаимодействие с заведующими кафедр по профилю транспорта леса всего СССР.
С 1976 по 1979 гг. он председатель, а в 1980—1985 гг. заместитель председателя диссертационного совета МЛТИ по защите кандидатских и докторских диссертаций, член ученых советов ЦНИИМЭ и МИИТ. В течение семи лет состоял членом экспертного совета ВАК.
В 1987 году В. И. Алябьев при поддержке Министерства Лесной промышленности основал при кафедре отраслевую лабораторию управления транспортом леса и строительством лесовозных дорог.
Несмотря на обширные научные замыслы и многочисленные административные обязанности, Виктор Иванович был одаренным лектором и талантливым педагогом, способным доходчиво и наглядно объяснять материал и увлекать студентов новационными идеями. Он читал лекции по ряду специальных дисциплин студентам старших курсов. Его труды легли в основу включенных в учебные программы новых разделов по математическому моделированию и оптимизации производственных процессов в отрасли.
Основатель и руководитель научной школы механизации лесозаготовок и транспорта леса, профессор Алябьев подготовил 19 кандидатов технических наук и консультировал трех докторов технических наук.
В 1988—1996 годах — профессор МГУЛ.
В. И. Алябьев — автор 9 изобретений, 125 печатных работ, 90 научных отчетов.

### Награды и признание заслуг

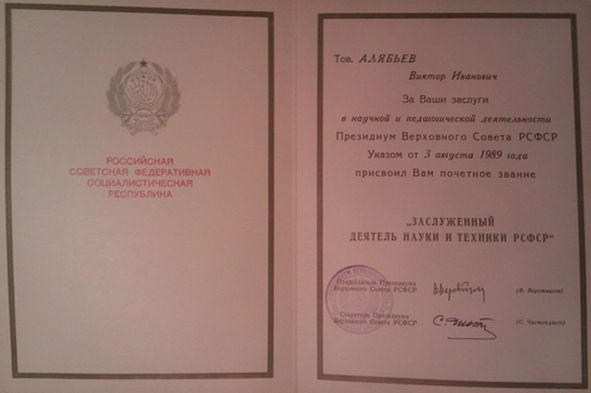
Диплом Заслуженного деятеля науки и техники РСФСР В. И. Алябьева

За участие в Великой Отечественной войне В. И. Алябьев награждён орденами «Отечественной войны II степени» и «Красной Звезды», медалями «За отвагу», «За оборону Ленинграда», «За освобождение Варшавы», «За взятие Берлина».
В 1989 году удостоен почетного звания Заслуженный деятель науки и техники РСФСР.
В 1995 году избран действительным членом (академиком) РАЕН.

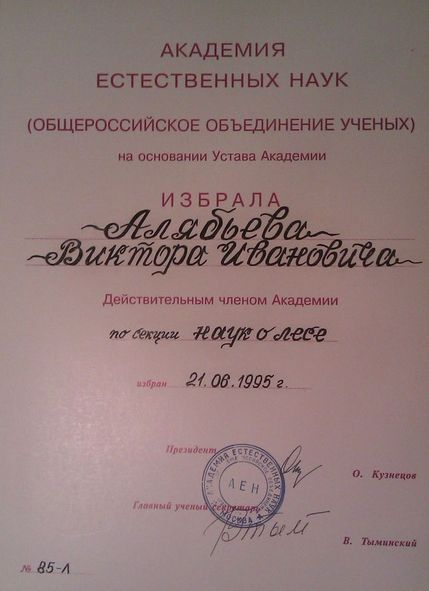
Диплом Академика РАЕН В. И. Алябьева

Награждён тремя медалями ВДНХ.

### Общественная деятельность
Вступил в ВКП(б) в годы службы в армии, до конца жизни оставался членом КПСС, КПРФ.

### Семья

Могила В. И. Алябьева

Жена — Мелехова Изабелла Константиновна, в браке с 1950 по 1967 гг., дочь — Светлана.
Жена — Кречетова Елена Александровна, в браке с 1971 года до конца жизни, приемный сын — Александр Кречетов.
Виктор Иванович Алябьев скончался 4 февраля 2000 года. Похоронен на Химкинском кладбище г. Москвы.

### Наиболее известные труды
1. Алябьев В. И. Централизованное электроснабжение лесозаготовительных предприятий: Указатель лит-ры для руковод. и инж.-техн. работников. — М-во лесной пром-ти СССР: ЦНТБ, 1954.
2. Алябьев В. И. Агрегатная трелевочная лебедка ТЛ-5. — М.-Л. : Гослесбумиздат, 1956.
3. Алябьев В. И. Исследование тяговых усилий лебедок при полуподвесной трелевке леса: Автореф. дисс. на соискание учен. ст. канд. техн. наук. — М., МЛТИ, 1958.
4. Алябьев В. И. Опыт тросовой трелевки леса в равнинной местности. — М.-Л.:Гослесбумиздат, 1959.
5. Алябьев В. И. Трелевочные лебедки: Учеб. пособие для лебедчиков — учащихся лесотехн. школ. — М.: Гослесбумиздат, 1960.
6. Алябьев В. И. Трелевочные лебедки: Устройство и эксплуатация: Учеб. пособие для индивид.-бригад.обучения рабочих на производстве. — М.: Гослесбумиздат, 1963.
7. Алябьев В. И., Машин Г. К., Некрасов Р. М. Установка для полуподвесной трелевки и погрузки леса. — М.: Гослесбумиздат, 1963.
8. Алябьев В. И., Померанцев М. М., Стефанов О. А., Федоров Ю. М. Погрузка древесины лесопогрузчиком П-2. — М.: Гослесбумиздат, 1965.
9. Алябьев В. И. Лесные погрузочно-разгрузочные и штабелевочные машины: Основы производственно-технических расчетов. — М.: Лесная промышленность, 1968.
10. Алябьев В. И. Механизмы для трелевки и погрузки леса. — М.: Лесная пром-сть., 1968.
11. Алябьев В. И., Гершкович М. И. Зарубежные средства механизации лесозаготовительных работ: Обзор.- М.: Лесная пром-сть, 1968.
12. Алябьев В. И. Математическое моделирование и оптимизация производственных процессов на лесозаготовках: Учеб. пособие для слушателей ФПКП и студентов спец. 0901 и 0519. М.: МЛТИ.- Ч.1 — 1979; Ч.2 — 1982.
13. Алябьев В. И. Оперативное управление автомобильной вывозкой леса: Учеб.пособие для слушателей ФПКП. М.: МЛТИ, 1983.
14. Алябьев В. И.(отв.ред.) Технология и механизация лесопромышленного производства. — М.: МЛТИ, 1989.
15. Алябьев В. И., Грехов Г. Ф., Ильин Б. А., Кувалдин Б. И. Сухопутный транспорт леса: Учебник для вузов по спец. «Лесоинженерное дело» — М.: Лесная пром-сть, 1990.
16. Алябьев В. И., Курьянов В. К., Харин В. Н. Организация автоматизированного управления лесопромышленным производством. — Воронеж: ВГЛТА, 1999.
17. Алябьев В. И. Дела и люди: К 70-летию ЦНИИМЭ. — М., МГУЛ, 2002.
18. Алябьев В. И. Дорогами войны. — М.: Аргамак-Медиа, 2014.
19. Алябьев В. И. Воспоминания. — «Изд-во Юлис». Тамбов, 2010.